# Khaosan Pathet Lao
Khaosan Pathet Lao (kortweg KPL) is het officiële persbureau van de regering van Laos en de heersende communistische partij, de Laotiaanse Revolutionaire Volkspartij. Het persbureau werd op 6 januari 1968 opgericht te Viengsay door de Laotiaanse Revolutionaire Volkspartij en werd, nadat deze partij in 1976 de macht greep, het enige toegestane persbureau in Laos.